# Paião
Paião est une paroisse civile portugaise (en portugais : freguesia) de la municipalité de Figueira da Foz dans le district et la région de Coimbra.

## Géographie
Paião est située au sud de Figueira da Foz. Elle est desservie par l'autoroute A17.

## Histoire
Paião est rattachée à la municipalité de Lavos jusqu'en 1853, année où la municipalité disparaît et rejoint Figueira da Foz. La paroisse de Paião est créée en 1900. En 1928, les paroisses d'Alqueidão et Marinha das Ondas sont créées à partir du territoire de Paião.
En juin 1989, Paião est élevée au rang de ville (vila). Deux mois plus tard, Paião est amputée d'une partie de son territoire au profit de Borda do Campo, qui devient une paroisse indépendante jusqu'à l'adoption de la loi no 11-A/2013 du 28 janvier 2013 portant réorganisation administrative du territoire des freguesias.

## Démographie
Lors du recensement de 2021, Paião compte 2 768 habitants.